# Deportes en Irán

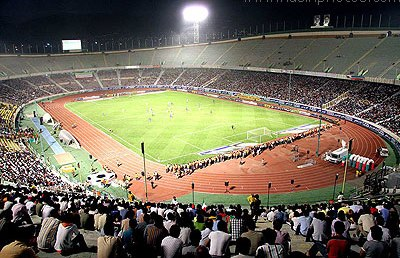
El Estadio Azadi es el mayor escenario para el fútbol iraní. También es el cuarto estadio de fútbol más grande del mundo.

Muchos deportes en Irán son a la vez tradicionales y modernos. Teherán, por ejemplo, fue la primera ciudad en el Oeste de Asia en ser la sede de los Juegos Asiáticos en 1974, y en la actualidad continúa organizando y participando en los principales eventos deportivos internacionales hasta la actualidad. La lucha libre ha sido considerada tradicionalmente como su deporte nacional, sin embargo, el fútbol es el deporte más popular del país. Debido a las sanciones económicas, el presupuesto anual del gobierno para el deporte era de aproximadamente $80 millones en 2010, alrededor de $1 por persona.

## Historia
Los deportes y ejercicios atléticos se encontraban entre las más fundamentales actividades de la vida de las personas en el Antiguo Irán.
La sociedad adjuntó un estatus especial para los deportistas que, gracias a su fortaleza física y valentía, defendían a su familia y su patria cuando surgía la necesidad.
De acuerdo a sus enseñanzas religiosas, los iraniés zoroastrianos en sus oraciones pedían primero la belleza del cielo, fuerza física y poder mental.
El Avesta, libro sagrado de las religiones antiguas de Irán, glorifica a los campeones y deportistas como santos y hombres de Dios.
La medida en que estaban interesados en sus héroes y campeones se revela, entre otras cosas, por el hecho de que en el persa, existen más de 30 palabras para etiquetar el concepto de un héroe o campeón.
En el Antiguo Irán, los menores de 24 años de edad recibieron una formación completa en el deporte de su tiempo, que incluyó la mímica, equitación, polo, dardo, lucha, boxeo, tiro con arco y esgrima. Eran entrenados en condiciones difíciles, de modo que podían soportar las condiciones adversas de la guerra, tales como el hambre, sed, fatiga, calor y frío.
Para el año 2015, sólo el 20 por ciento de los iraníes eran físicamente activos, mientras que el promedio mundial era de 60 por ciento. Además el 30% de los jóvenes iraníes nunca había participado en un deporte.

### Deportistas
Desde 1979, las atletas han sido sujetas a requisitos estrictos a la hora de competir en el país o el extranjero, con el Comité Olímpico Iraní afirmando que "severos castigos serán dados a aquellos que no siguen las normas islámicas durante las competiciones deportivas". El comité prohibió a las mujeres competir en los eventos Olímpicos donde un árbitro masculino pudiera entrar en contacto físico con ellas. Entre las olimpiadas de 1996, 2000, 2004 y 2008, un total de seis mujeres representaron a su país.
En 2016, se dio la noticia en todo el mundo por la comunidad internacional femenina después de que Irán consiguió su primera medalla de oro lograda por una mujer. Esto también fue un récord en la región de MENA.

## Organización deportiva
- 1935: Asociación Nacional de Deportes
- 1960: Integración en el Ministerio de Educación
- 1971: Organización de Deportes y Recreación
- 1977: Disolución y fusión con el Ministerio de Educación (por segunda vez)
- 1979–presente: Independencia de la Organización de Educación Física (parte del Gobierno)
- 2011: Propuesta en el Parlamento para combinar la Organización  Nacionald de la Juventud con la Organización de Educación Física.

## Presupuesto
Anualmente el presupuesto del gobierno para el deporte era de aproximadamente $80 millones en 2010.

## Deportes tradicionales

### Culturismo
El culturismo es muy popular entre las generaciones iraníes más jóvenes. Algunos culturistas profesionales, de ascendencia iraní, incluyen a Baitollah Abbaspour, Javad Nabavi, Mohamad Farokh, Ali Tabrizi, Hamid Manafi y Zohair Al Karbelaie.

### Lucha
La lucha tiene una larga tradición e historia en Irán y, a menudo, es referido como su deporte nacional. Existen muchos estilos de lucha popular, desde Varzesh-e Pahlavani a Zurkhaneh, que tienen similitudes con la moderna lucha libre olímpica.
Tanto el estilo libre como la grecorromana  son muy populares en el país islámico. 
Con un historial de grandes luchadores, como Gholamreza Tajtí (dos veces campeón del Campeonato Mundial de Lucha en 1959 y 1961), Irán es considerado entre la élite de las naciones de este deporte.

### Polo

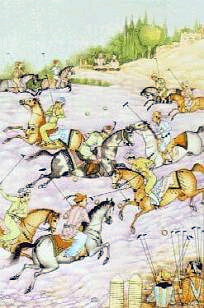
Una escena de Polo en la Antigua Persia, representada por Hosein Behzad.

Se cree que el Polo se originó en Irán hace mucho tiempo. El poeta Ferdousí describe torneos reales de polo en su épica del siglo IX, Shāhnāmé. El polo y sus competencias son el tema de muchas pinturas tradicionales iraníes.
A pesar del énfasis del Islam en el aprendizaje de las artes ecuestres, en la actualidad, especialmente después de la revolución iraní de 1979, el deporte mermó en el país, al asociarse con la aristocracia. Sin embargo, de acuerdo a una publicación de BBC News en 2005, se tienen indicios que sugieren que podría existir un renovado interés en este deporte.
Las carreras de caballos también son un deporte muy popular entre los turcomanos de Irán, y existen dos grandes gimnasios de carreras en Gonbad Kavous y Bandar Torkaman. Los concursos no son internacionales y no se transmiten, pero si se conceden premios a los ganadores. 

## Juegos de mesa

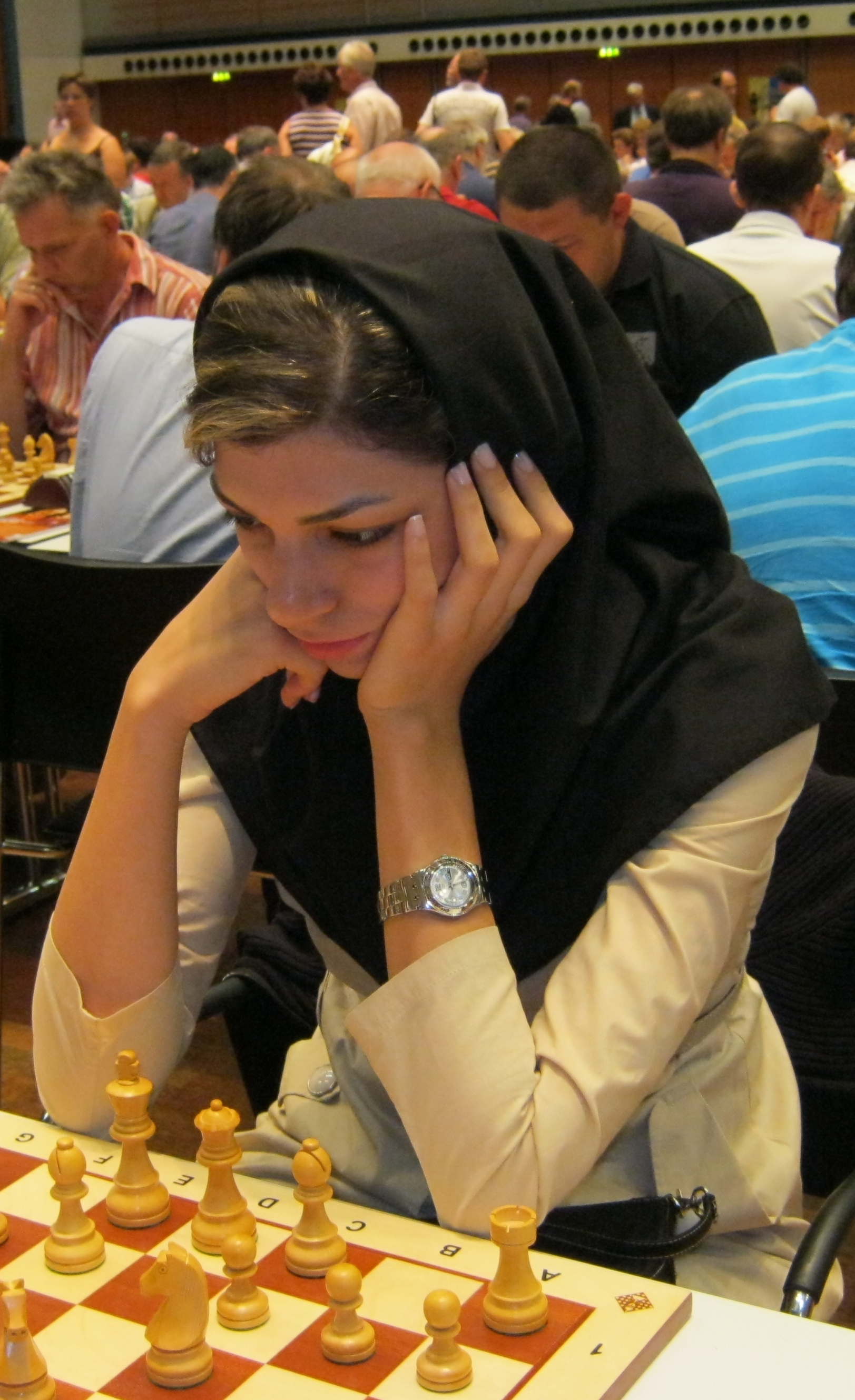
Atousa Pourkashiyan, Gran Maestra de ajedrez iraní.

### Ajedrez
El origen del ajedrez es un tema de controversia, pero la evidencia existe para dar crédito a la teoría de que se originó en la India y posteriormente llegó a Irán.

## Deportes populares

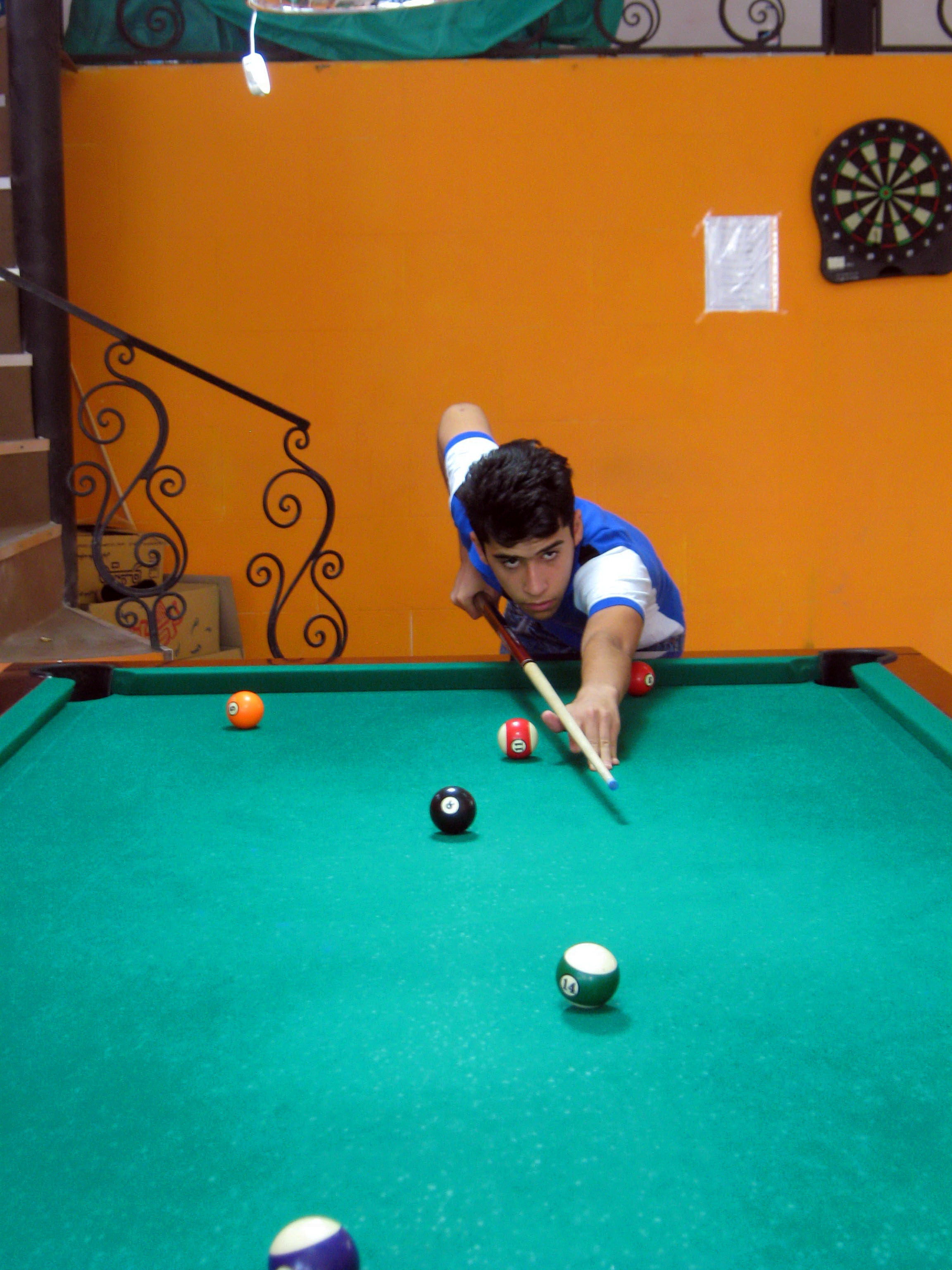
Un club de billar en Nishapur

### Asociación de fútbol
El fútbol es el deporte más popular en el país. Irán ha clasificado para la Copa Mundial de la FIFA en cinco ocasiones (1978, 1998 y 2006, 2014 y 2018), ganó la Copa Asiática tres veces (1968, 1972 y 1976), y ha sido tetra ganador de la medalla de oro en los Juegos Asiáticos (1974, 1990, 1998 y 2002).
En los últimos años, con el lanzamiento de la Iran Pro League; se han hecho considerables progresos. Algunos jugadores iraniés participan en las principales ligas europeas, y algunos clubes nacionales han contratado jugadores o entrenadores europeos.
Al igual que los otros deportes, las instalaciones de fútbol adecuadas son limitadas en el país. El Estadio Azadi es el más grande con una capacidad de 100000 asientos. 

### Baloncesto

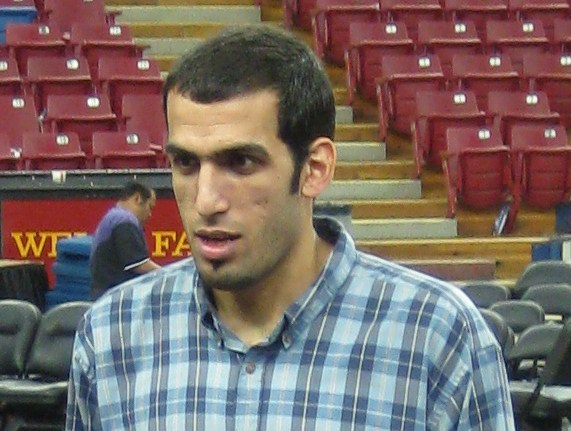
Hamed Haddadi, baloncestista más destacado de Irán.

En baloncesto, Irán cuenta con un equipo nacional y una liga profesional, con jugadores competitivos en Asia. El seleccionado nacional participó en los juegos Olímpicos de Londres 1948, terminando 1-3 y compitió en los juegos Olímpicos de Pekín 2008, gracias a la medalla de oro obtenida en el Campeonato FIBA Asia de 2007. El primer jugador iraní de la NBA fue Hamed Haddadi.

### Levantamiento de pesas
Deportes de resistencia como el levantamiento de pesas, levantamiento de potencia y culturismo siempre se han mantenido favorables entre los iraníes y con el récord mundial del levantador Hossein Rezazadeh, o el medallista de oro, Hossein Tavakoli en los Sídney 2000, el deporte ha sido devuelto a un lugar de alto estatus.

### Esquí

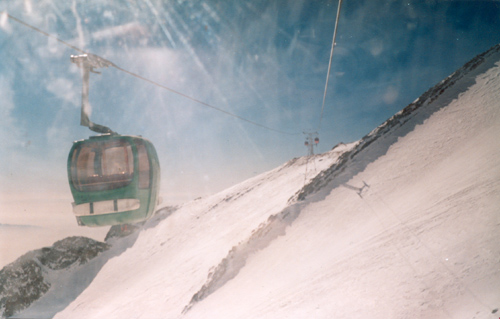
Telecabina para llevar a los esquiadores y otros visitantes de la montaña Tochal, cerca de Teherán.

En Irán hay numerosas regiones montañosas, muchas de las cuales son adecuadas para el esquí y el snowboard. 
El esquí comenzó a practicarse en Irán en 1938 a través de los esfuerzos de dos ingenieros de ferrocarriles alemanes. Trece estaciones de esquí operan en el país, siendo las más famosas Tochal, Dizin y Shemshak, todas a una distancia de entre una a tres horas de viaje desde Teherán. Potencialmente adecuados terrenos también se pueden encontrar en Lorestán, Mazandarán y otras provincias.

### Senderismo y escalada deportiva

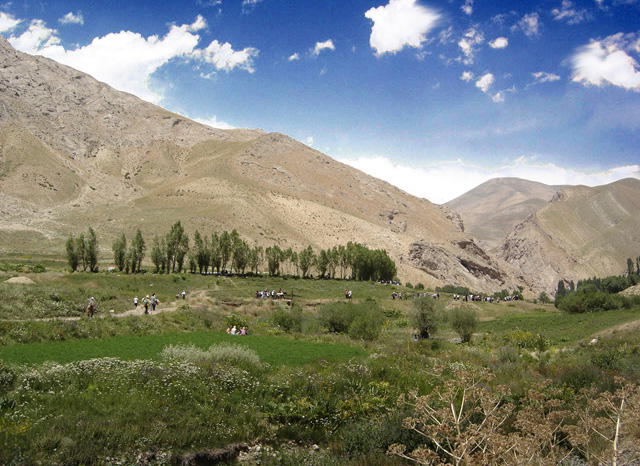
Los excursionistas acuden a senderos como el Tangeh Savashi que conduce a varias cascadas en una parte remota de Alborz.

Debido a la riqueza de sus montañas, los deportes de escalada son muy populares en Irán. Tanto Zagros y el Montes Elburz proporcionan un sinfín de escenarios para los principiantes y avanzados por igual.

### Artes marciales
Las artes marciales han ganado popularidad en los últimos 20 años. El Kyokushinkai, shotokan, wushu, y taekwondo son los tipos más populares.

### Vóleibol

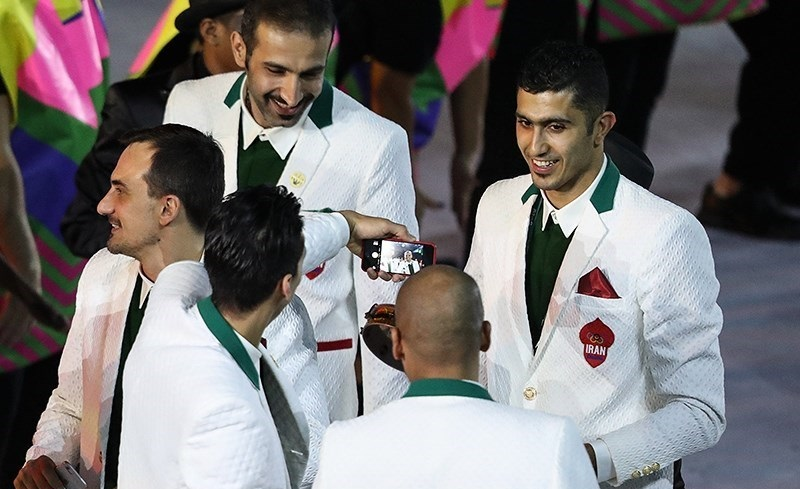
El equipo nacional de vóleibol iraníl en las Olimpíadas Brasil 2016

En vóleibol, Irán tiene un equipo nacional y una liga profesional masculina. 

### Fútsal
El fútsal es practicado tanto por aficionados como a nivel profesional. La Selección de fútbol sala de Irán, llegó a ocupar el cuarto lugar tras la selecciones de Brasil, España e Italia, según el Ranking de la FIFA.

## Otros deportes
Otro deporte muy popular son los rallyes. Las mujeres han podido participar en torneos nacionales, incluyendo a la exitosa conductora iraní Laleh Seddigh.

## Asistencia a eventos deportivos
Desde la revolución iraní de 1979, a pesar de que nunca se declara explícitamente en la ley, a las mujeres se les prohibió asistir a las competiciones masculinas de fútbol, natación y lucha. En abril de 2006, el presidente Mahmud Ahmadineyad especuló acerca de permitir a las mujeres en los estadios. Sin embargo, el tema se mantuvo incierto sobre si esta medida podría ganar aprobación, ya que muchos clérigos expresaron su oposición.